# Bueña
Bueña – gmina w Hiszpanii, w prowincji Teruel, w Aragonii, o powierzchni 40,75 km². W 2011 roku gmina liczyła 63 mieszkańców.